# Gorenja Stara vas
Gorenja Stara vas je naselje u slovenskoj Općini Šentjerneju. Gorenja Stara vas se nalazi u pokrajini Dolenjskoj i statističkoj regiji Donjoposavskoj regiji. 

## Stanovništvo
Prema popisu stanovništva iz 2002. godine naselje je imalo 92 stanovnika.